# Museo del Bombero Ecuatoriano
El Museo del Bombero Ecuatoriano "Jefe Félix Luque Plata"  o también conocido como Museo del Benemérito Cuerpo de Bomberos de Guayaquil, contribuye a dar a conocer la historia y los valores de dicha institución, con la finalidad de mostrar la importancia, el aporte y la historia del Cuerpo de Bomberos para con la ciudad.

## Historia
El 12 de marzo de 1982 se decide por unanimidad del Consejo de Administración y Disciplina que el museo deba llamarse museo "Coronel Félix Luque Plata", en honor al primer jefe que inauguró la planta, pero el museo como tal no abriría sus puertas sino hasta su inauguración el 25 de julio de 1982. Conserva su estructura original de principios del siglo XX.
El mayor Hugo Avellaneda Marín, fundador y director del Museo del Bombero Ecuatoriano "Jefe Félix Luque Plata"  recopilaba piezas y objetos para el museo, las recolectaba de diferentes compañías o pedía obsequiado a familiares de miembros del cuerpo de bomberos y las iba restaurando, actualmente, tiene un busto en reconocimiento a su labor bomberil en el museo.
En 1999 se realizó una reestructuración del museo, para ampliar el área de recorrido,  bajo la administración del Coronel Jaime Cucalón de Icaza, se termina la expansión y el 3 de agosto del 2001 se reinaugura este museo en el que se exhiben distintos objetos como campanas, máquinas, cuadros, uniformes y diplomas y otro tipo de artículos, algunos de los cuales que datan desde el siglo XVIII.

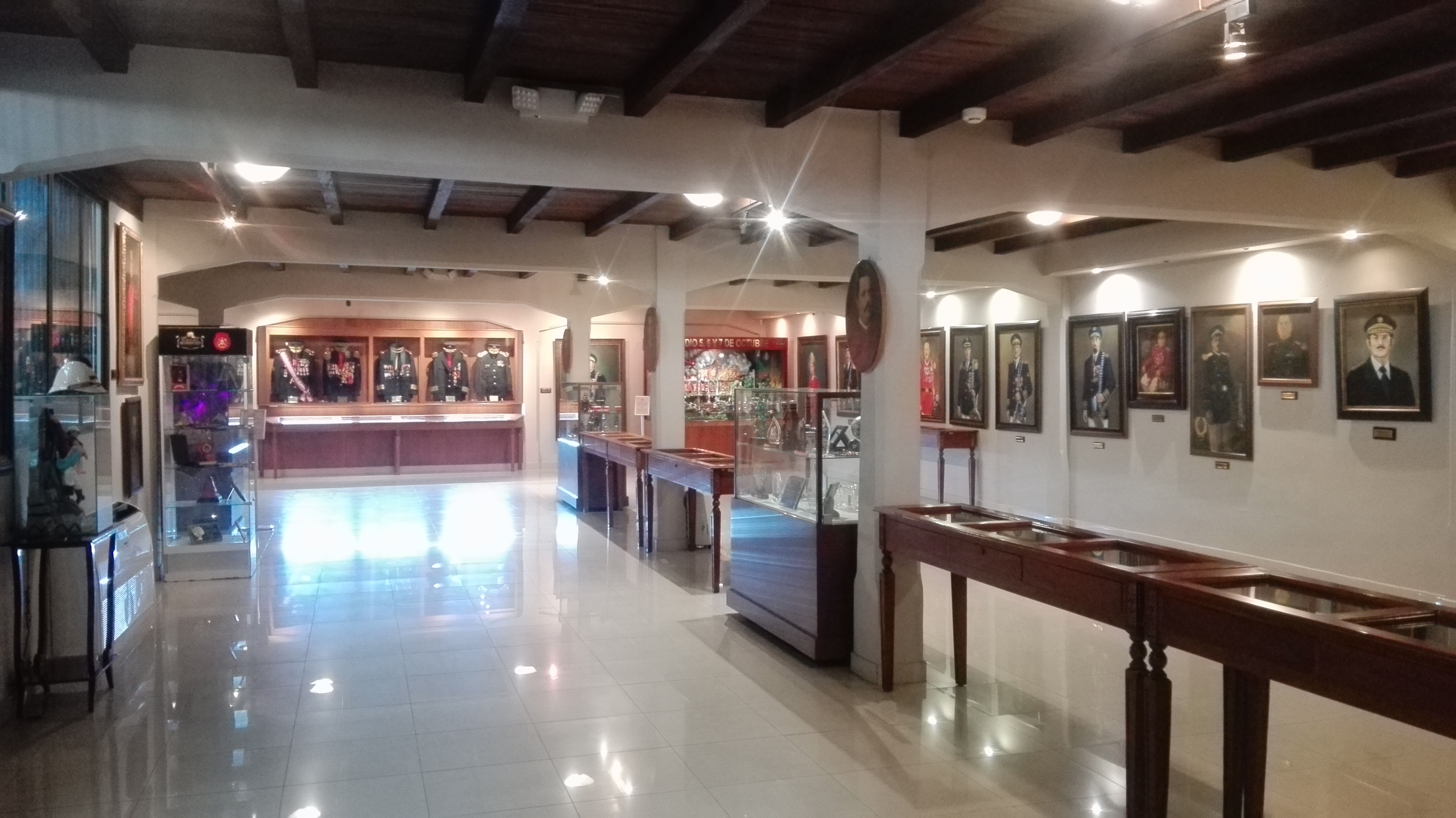
Sala de honor del museo

## Exposición
Este museo cuenta con más de 5.000 piezas  y máquinas antiguas históricas. La exhibición de la sala principal está centrada por vehículos bomberiles, maquinarias antiguas y varias piezas que han formado parte activa e importante de diversos cuerpos de bomberos a nivel nacional.
El museo cuenta con un mural conmemorativo con portadas de periódicos de las víctimas y héroes que colaboraron en la tarea de rescate luego del terremoto del 16 de abril de 2016, como tributo a las víctimas del terremoto y al personal bomberil que colaboró en las tareas de rescate.